# Nikolaos Mitrou
Nikolaos Mitrou (10 de julho de 1984) é um futebolista profissional grego que atua como meia.

## Carreira
Nikolaos Mitrou representou a Seleção Grega de Futebol nas Olimpíadas de 2004, quando atuou em casa.